# Salutogenese
Salutogenese (Latijn: salus, gezondheid, welbevinden en Grieks: genesis, oorsprong, ontstaan) is een benadering van de mens, die zich richt op factoren die gezondheid en welbevinden stimuleren in plaats van de factoren die ziekte veroorzaken en die in het middelpunt van de pathogenese staan. Het gaat bij salutogenese om de verhouding tussen gezondheid, stress en coping. Het begrip werd door socioloog Aaron Antonovsky (1923 – 1994) voorgesteld.
Antonovsky verwierp in zijn theorieën het traditionele medische model dat volgens hem een tweedeling tussen ziekte en gezondheid maakt. Hij zag het verschil tussen ziekte en gezondheid als een graduele overgang.
Het begrip is in de gezondheidszorg, in het bijzonder in de bestuurlijke lagen en de preventie, overgenomen in Duitstalige en Angelsaksische landen.